# V-Disc
La V-Disc (abbreviazione di Victory Disc, ovvero dischi della vittoria) è stata un'etichetta discografica, nata durante la seconda guerra mondiale grazie ad un accordo tra il governo statunitense e varie aziende - principalmente RCA e Columbia Records - per la produzione di dischi destinati ai militari americani impegnati nella guerra.
Sui dischi, confezionati in pacchi da 20 pezzi, furono incise le canzoni e le melodie che accompagnarono le truppe americane durante le vicende della seconda guerra mondiale, dallo scenario europeo allo scacchiere del Pacifico.

## Storia
Nella metà degli anni quaranta il mondo musicale statunitense fu bloccato da uno sciopero sindacale.
Agli artisti fu però permesso di incidere a titolo gratuito 2700 pezzi, incisi su 906 dischi a 78 giri (su alcune facciate erano presenti più brani) e ciò al fine di allietare le truppe al fronte. Dopo l'incisione e la loro duplicazione le matrici originali dei dischi appena realizzati furono completamente distrutte e di ciò fu incaricato il maggiore Howard C. Bronson che in alcune foto è ritratto con il martello tra le mani mentre svolge l'incarico.
Oggi esistono in circolazione, presso gli amatori, ancora vecchi V-Disc fruscianti e spesso molto rovinati.  Negli anni sessanta circolavano delle edizioni ripulite, specialmente da parte di giapponesi. In Italia Adriano Mazzoletti (negli anni '70) ha curato per la Fonit una bella riedizione dei V-Disc, ma solo grazie alla moderna tecnologia digitale si è potuto rimasterizzarli e così riascoltare le registrazioni originali.
Nei V-Disc troviamo quasi tutti gli artisti più in voga negli anni quaranta: da Frank Sinatra a Lena Horne, da Hellen Forrest a  Glenn Miller a Tommy Dorsey e molti altri.